# Szilágyi András (festő)
Szilágyi András (Budapest, 1949. május 19. –) Pro Arte Vitraria-díjas magyar üvegművész, festőművész.

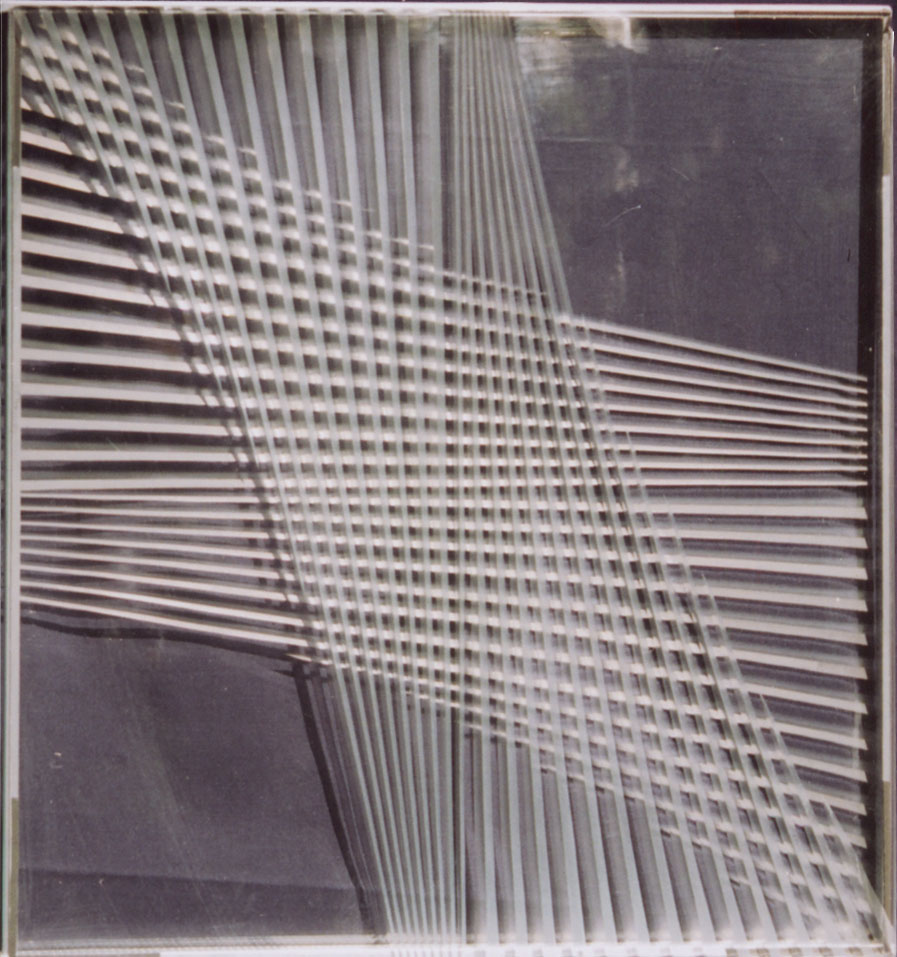
Interferencia

Édesapja, Szilágyi János festőművész (1911–1978) a hazai egyházi murális-figurális festészet egyik kiemelkedő alakja 1959-ben házasságot kötött Báthory Júlia üvegművésszel, s innentől közösen nevelték őt és két testvérét. A szülők eltérő alkotói szemlélete együttesen határozta meg művészetének további alakulását.
A budapesti Képző és Iparművészeti Gimnázium üveg szakán Báthory Júlia tanítványa volt. Ezután az Iparművészeti Főiskola üveg tanszékére járt, ahol 1973-ban végzett. Miközben a gimnáziumi évek alatt nevelőanyja tanítványaként üvegművészetet tanult, édesapjával a hatvanas évek derekától vett részt murális festészeti alkotások kivitelezésében is.

## Monumentális festészet és üvegművészet
Apja halála után folytatta az ő művészi örökségét, és a hetvenes évek végétől önálló figurális építészeti festészeti munkákat is vállal. Ezek közül a máriagyűdi kegytemplom szekkóciklusa, valamint a leveleki és győr-kisbácsai plébániatemplomok belső festése a legjelentősebbek.

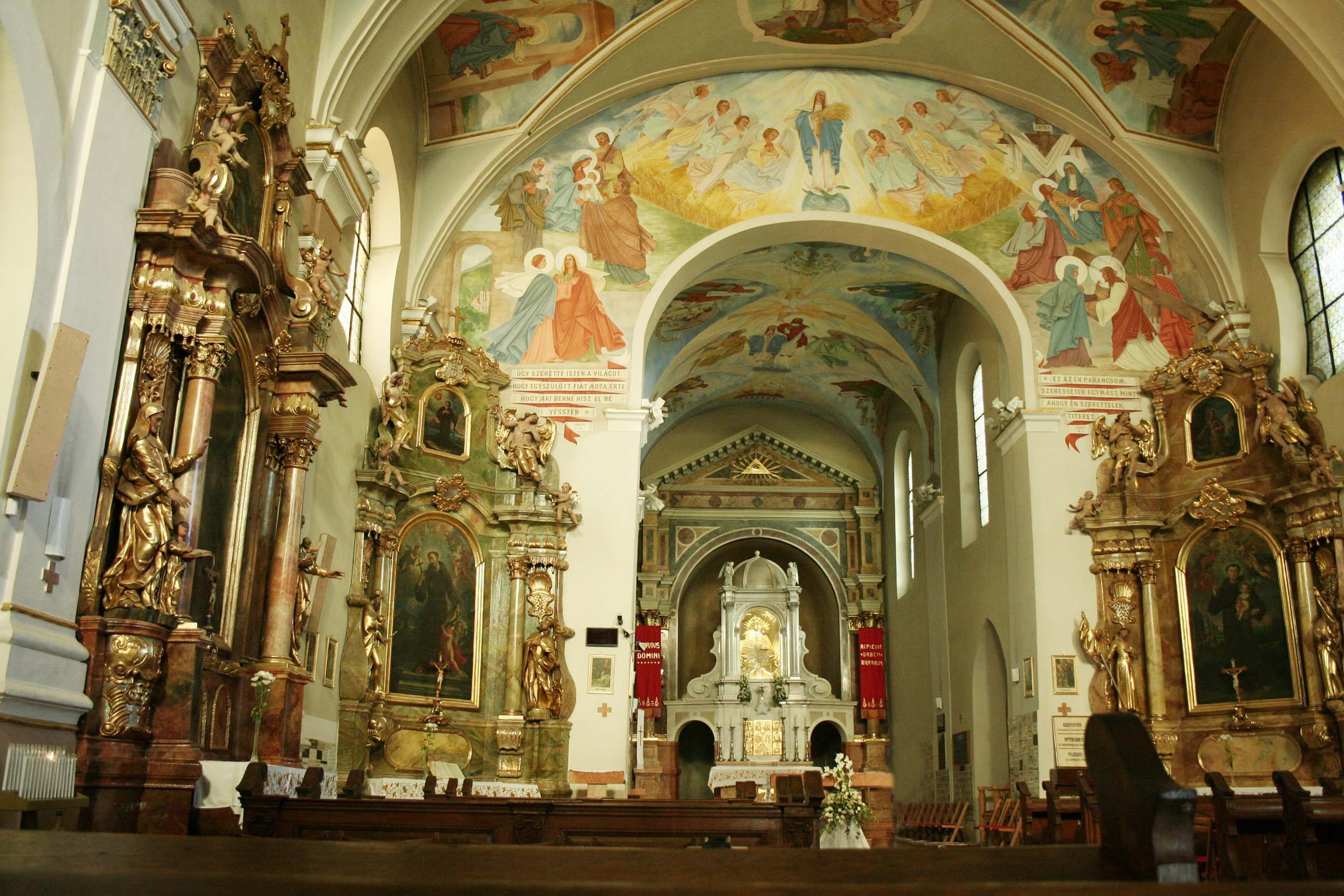
A máriagyűdi kegytemplom diadalíve, szekkók, 1995-1996

A monumentális festészet üvegművészetére is meghatározó jelentőségű. Az itt szerzett művészi tapasztalatok révén nagy üvegfelületeket egységes muráliaként munkál meg. Olyan hatalmas munkák esetében nyilvánul ez meg, mint a kozármislenyi ferences betegápoló-nővérek templomának közel 80 m²-es üvegablaka, vagy a kisbácsai, Kovács Júliával közösen készített, szintén óriási, 60 m²-es ablakfelület.
Diploma után, 1975-ig az Orosházi Üveggyár tervezője, majd 1990-ig az Üvegipari Művek (később Pannonglas Ipari Rt.) művészeti vezetője volt. Azóta főleg belsőépítészeti elemekkel foglalkozik: tervez lámpákat, fényelemeket, és összefüggő, homokfúvott-savazott kompozíciókat. Említésre méltóak a pápai házasságkötő terem lámpái (1974), a Minya Máriával közösen tervezett és kivitelezett szegedi Új Hungária szálló külső üveg-kerámiamozaikja (1975) és az egri Kispréposti palota historizáló üvegfala és csillárjai (1980).

## Rekonstrukciós, műemléki munkák
A jórészt régi dokumentumfotók, megmaradt rajzok vagy éppen esetleges feltárások alapján készített rekonstrukciós és felújítási munkái közül kiemelkedő a szegedi Református-ház homlokzati üvegmozaikja (1989) és a hódmezővásárhelyi zsinagóga, valamint a református Öregtemplom üvegablakai (1995). A nagymágocsi barokk kastélyépület egykori ólomüvegei (1993), az alsópáhoki barokk plébániatemplom szekkói (1997), valamint a zsinagóga üvegablakai (1987–89) olyannyira romos állapotban kerültek keze alá, hogy restauráció helyett, esetükben „korhű újraalkotásról” beszélhetünk.

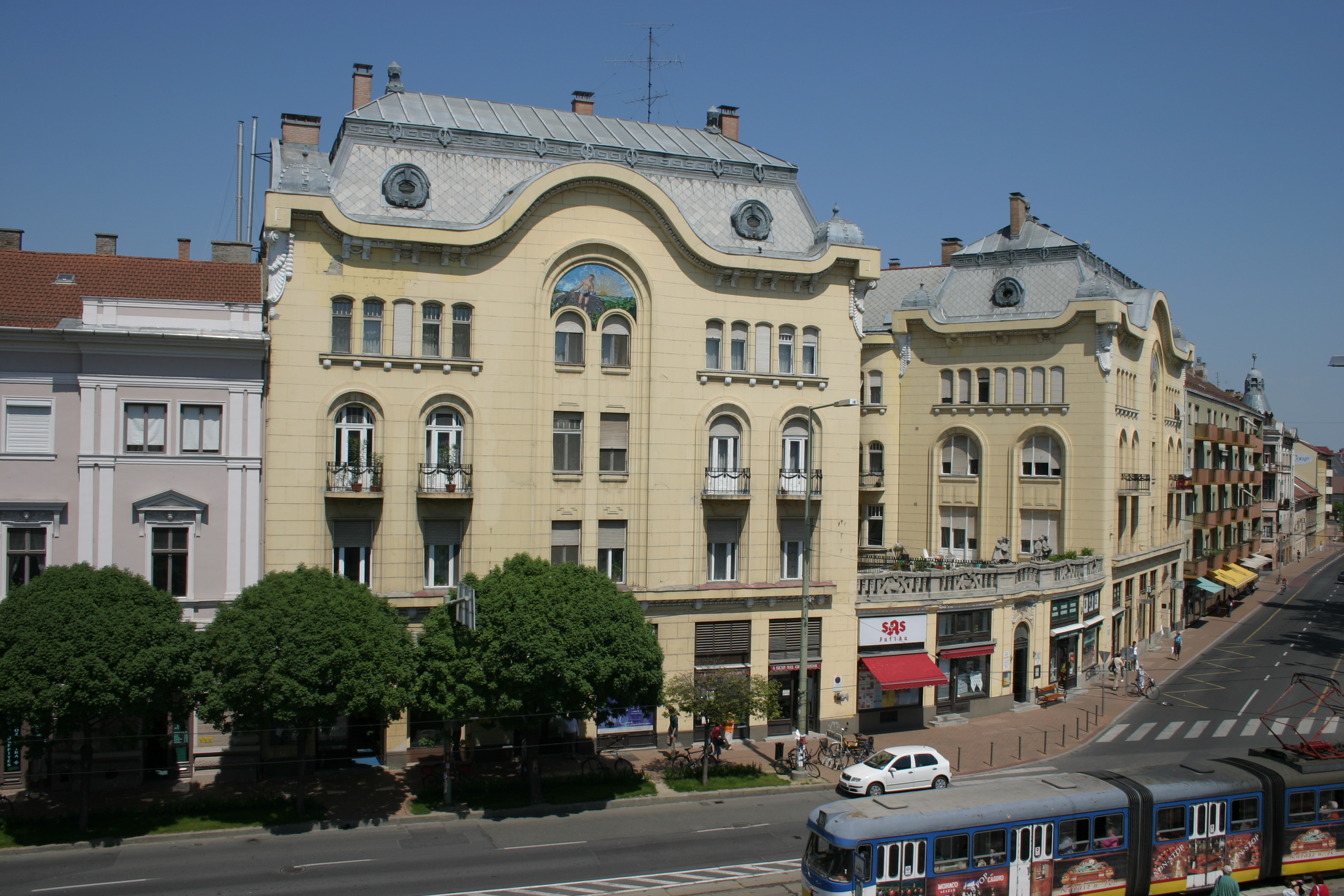
A szegedi Református Palota, mozaikok, 1989

Műemlékek felújítása során Szilágyi András a történeti környezetbe szervesen illeszkedő, mégis korszerű, modern alkotásokat készít. Ez a szemlélet jellemzi a versegi Chemolimpex-vendégháznál (1989) a Kovács Júliával és Minya Máriával közösen készített lámpabúra- és csillárterveit, amelyekben az új fényelemek a klasszicista kastély architektúrájához illeszkednek.
A figurális festészet, a homokfúvás és üvególmozás technikájának együttes alkalmazása révén számos műemlék épületben található modern üvegablakot tervezett és készített. Ilyen a keszthelyi Abbázia Hotel historizáló ólmozott üvegablak-sorozata és az Apostolok étterem színes ólomüvegei (1990), valamint az óföldeáki műemléktemplom (1995), az abasári római katolikus templom (1995) üvegablakai, és a SOTE. I. sz. Gyermekklinika lépcsőházi ablaka.

## Báthory Júlia öröksége
1992-ben Báthory Júliával és feleségével, Kovács Júliával újraalapította a La Girouette Stúdiót. A kilencvenes évektől egyéni művészi munkái mellett Báthory Júlia munkásságának rendszerezésével is foglalkozik, akinek irányítása alatt ő végezte a művésznő elveszett, elpusztult műveinek újra-kivitelezését. 2000 szeptemberétől a Báthory Júlia Üveggyűjtemény gondozója és igazgatója, feleségével Dömsödön él.

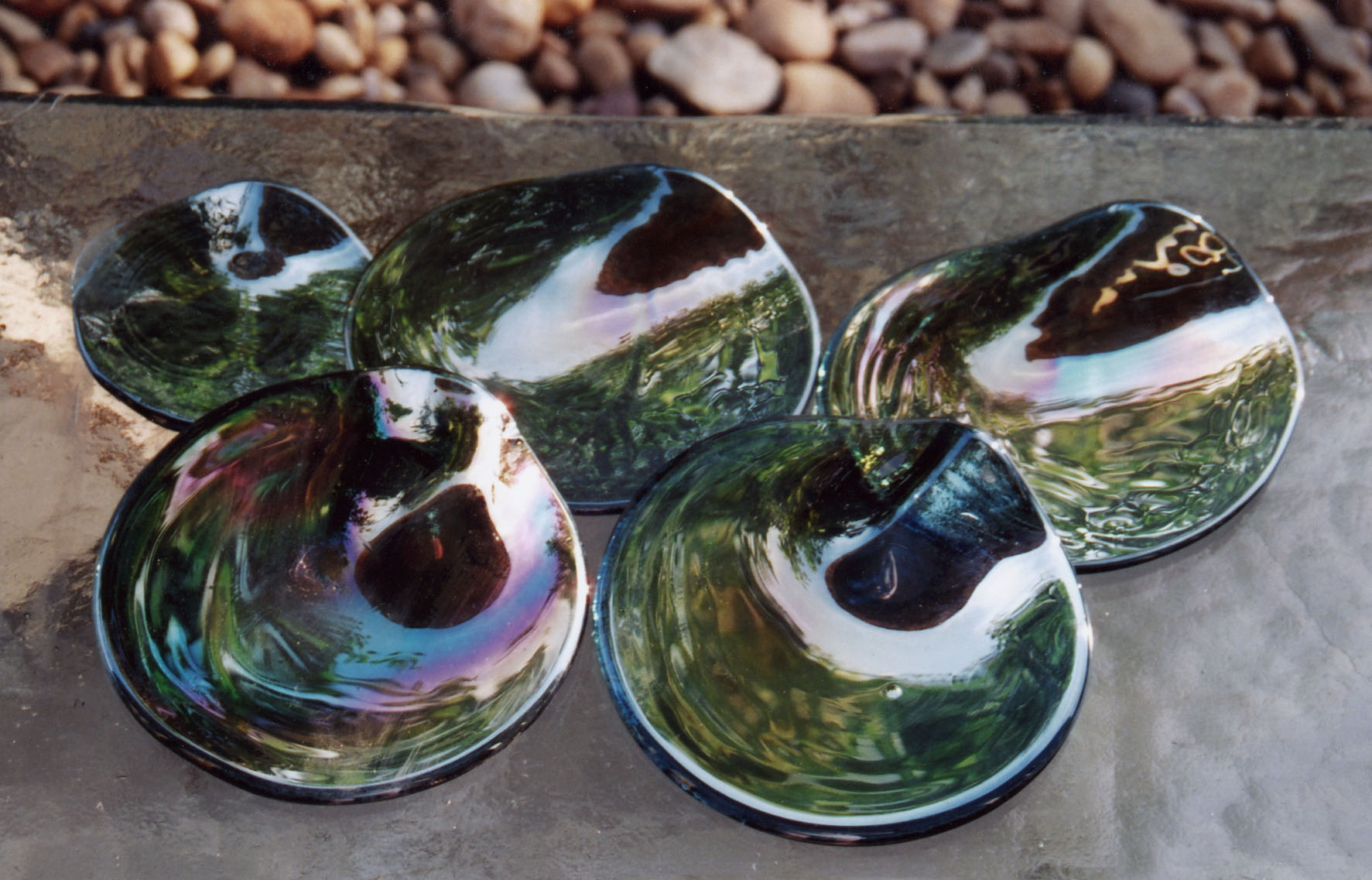
Szilágyi András: Üvegplasztikák

Művészete az üveg megmunkálásának teljes skáláját felöleli. Egyéni hutaüveg-plasztikákat, használati és díszedényeket, építészeti üveget egyaránt készít. Saját technikát alkalmaz homokfúvott pannóinak készítéséhez, csiszolásai különleges vizuális hatásokra épülnek. Az intaglio csiszolás, Báthory Júlia által továbbfejlesztett módszerével, számos különleges optikai hatáson alapuló művet alkot és hozzá hasonlóan képes méretüket felnagyítani. A 2003-tól készített építészeti üvegelemeken a csiszolás, a termopán üveg rétegein jelenik meg. A fénytörésekben érvényesülő interferenciák, torzulások révén eltérő nézőpontok különböző látványt mutatnak. Legújabban rogyasztott építészeti üvegplasztikákkal kísérletezik.

## Főbb köztéri munkák
- A pápai házasságkötő terem lámpái (1974)
- A Minya Máriával közösen tervezett és kivitelezett szegedi Új Hungária szálló külső üveg-kerámia mozaikjai (1975)
- Az egri Kispréposti palota historizáló üvegfala és csillárjai (1980)
- A szegedi Református-ház homlokzati üvegmozaikjainak felújítása (1989)
- A versegi Chemolimpex-vendégház (Podmaniczky-kastély) (1989)
- A hódmezővásárhelyi református Öregtemplom üvegablakai (1995)
- A nagymágocsi Károlyi-kastély épületének ólomüvegei (1993)
- A hódmezővásárhelyi zsinagóga üvegablakai Kovács Júliával közösen (1987–89)
- A keszthelyi Abbázia Hotel historizáló ólmozott üvegablak sorozata és az Apostolok étterem színes ólomüvegei (1990)
- Az óföldeáki műemléktemplom, az abasári római katolikus templom és a SOTE. I. sz. Gyermekklinika lépcsőházi üvegablakai (1995)
- A máriagyűdi kegytemplom belső szekkó-ciklusa (1995-1996)
- A kozármislenyi Szt. Ferenc Betegápoló Nővérek kolostortemplom szentélyablakának 80 m²-es felülete (Kovács Júliával közösen, 1996)
- A leveleki római katolikus templom esetében (1996), a gótikus eredetű templombelső felújításába illeszkedve homokfúvott templomablakokat, és belső festészeti-murális programot is megvalósít.
- Az alsópáhoki barokk plébánia szekkói (1997)
- A Sacre Cour nővérek zugligeti rendházának kápolnaablakai (1999)
- A debreceni Ifjúsági és Szabadidőközpont mellvédje Kovács Júliával, Minya Máriával közösen Blazsek Gyöngyvér belsőépítész koncepciójába illeszkedve (1999–2000)
- A győr-kisbácsai római katolikus templom (2000–2001). A szentély szekkó kompozíciója Szilágyi András műve, a több mint 60 m²-es üvegablakot Kovács Júliával közösen készítette.
- A dömsödi Magyar Korona Gyógyszertár külső és belső felújítása. Belül festett fríz, üvegablakok, cégérek, szekrények (2003–2004)
- Az egerszalóki Thermál-szálloda bejárati hídjának világító „üveg-piramisai” (2006)